# Г'ю Гефнер
Г'ю Ма́рстон Ге́фнер (англ. Hugh Marston Hefner; 9 квітня 1926, м. Чикаго, США — 27 вересня 2017, м. Лос-Анджелес, США) — американський видавець, засновник і шеф-редактор журналу «Плейбой» (англ. Playboy); засновник компанії Playboy Enterprises. Прізвисько — Геф.

## Біографія
Г'ю Гефнер народився у вчительській сім'ї: його мати — Грейс Керолайн Суонсон, батько — Гленн Лусіус Гефнер. Закінчив школу в Чикаго; у 1944 вступив в армію, дописував до військових газет — і воював в останні місяці Другої світової війни.
Після армії Г'ю Гефнер закінчив психологічний факультет Іллінойського університету в Урбані-Шампейн. Ідеї для журналу «Плейбой» з'явилися у нього ще в студентські роки: він захопився видавництвом, підробляв редактором журналу Shaft, малював карикатури для журналів.
25 червня 1949 року Г'ю одружився з Мілдред Вілльямс — і їхній шлюб витримав 10 років: у 1952 йому народилися дочка Крісті, у 1955 — син Девід Пол.

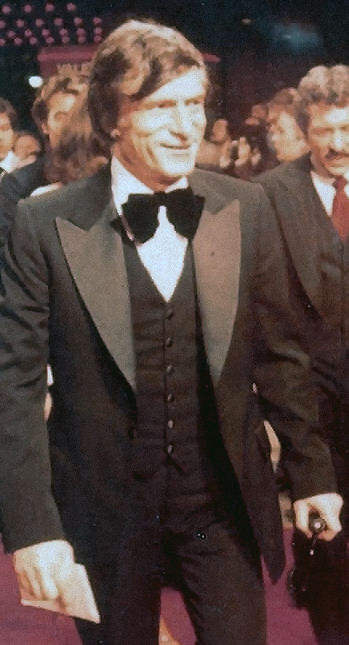
Г'ю Гефнер (1979)

Попрацювавши в рекламному відділі журналу Esquire, Гефнер звільнився через відмову у підвищенні зарплати: відтоді зайнявся накопиченням капіталу для створення власного журналу. Він заробляє 600$ на кредитуванні, займає 8000$ в інвесторів, а також 1000$ у власної матері — і береться до роботи. Робочою назвою журналу була «Парубоцька вечірка» (англ. Stag Party); проте Гефнер відмовився від назви, щоб не вступити в конфлікт з існуючим на той момент «чоловічим журналом» Stag Magazine.
У грудні 1953 виходить перший випуск журналу «Плейбой» з Мерилін Монро на обкладинці тиражем 70 000 примірників. Сам Гефнер сумнівався в тому, що за першим випуском вийде другий, — і навіть вирішив не ставити номер на обкладинку свого журналу. Проте справа пішла: за перший тиждень було продано три чверті тиражу — і почалася сексуальна революція.
У 1959 Г'ю розлучається з Мілдред Вілльямс — і наступних 30 років живе неодруженим, хоч у нього були постійні стосунки з багатьма дівчатами. І тільки в 1989 одружується з моделлю Кімберлі Конрад, з якою проживе теж 10 років. З 2000 року Г'ю Гефнер став відомий тим, що проживав у своєму маєтку з 7 дівчатами у віці від 18 до 28 років.
Г'ю Гефнер підніс престиж свого журналу на таку висоту, що публікуватися в ньому погоджувалися Джон Апдайк, Курт Воннегут та Том Кленсі. На його сторінках були Денніс Родман, Томмі Гілфіґер, Кевін Спейсі, Джон Траволта та Білл Гейтс, — і фотографуватися для журналу, серед інших, запросто погоджувалися Катаріна Вітт, Сінді Кроуфорд, Наомі Кемпбелл та Шерон Стоун.
У серпні 2009 Гефнер знайшов покупця для свого сімейного особняка («Playboy Mansion»), який він намагався продати з березня 2009 у зв'язку з переїздом своїх синів Мартсона і Купера в університетський гуртожиток. Покупцем виявився 25-річний мільйонер Дарен Метропулос, який запропонував 18 мільйонів доларів за цю лос-анджелеську нерухомість. Сімейний особняк розташований поряд з іншою будівлею, що належить Гефнеру, в якому розташована редакція журналу «Плейбой». Вілла, побудована в 1929 році, має п'ять спальних кімнат, сім туалетів і величезний сад з басейном.
Гефнер підтримував легалізацію одностатевих шлюбів в США. У статті, опублікованій в серпні 2012, він заявив, що «це боротьба за наші спільні права. Без цього ми розгорнемо сексуальну революцію назад і повернемося в давніші, пуританські часи».
27 вересня 2017 року Г'ю Гефнер помер у своєму особняку «Playboy Mansion» у віці 91 року. Його прах похований на кладовище Вествуд, у склепі поруч з похованням Мерілін Монро. «Вічно знаходитися біля Мерілін — надто солодка нагода, щоб нею не скористатися» — заявив Хефнер газеті Los Angeles Times у 2009 році.